# Lijst van monumenten voor wielrenners
Dit is een (onvolledige) lijst van monumenten voor wielrenners. Onder monumenten wordt hier verstaan alle kunstwerken in de openbare ruimte, zoals sculpturen, standbeelden, installaties, muurschilderingen, plaquettes, gedenktekens en overige beeldhouwwerken, die opgedragen zijn aan een of meerdere bekende (prof)wielrenners.

## België
| Wielrenner                                                                       | Locatie                               | Maker | Materiaal          | Geplaatst          | Afbeelding |
| -------------------------------------------------------------------------------- | ------------------------------------- | --- | ------------------ | ------------------ | ---------- |
| Tom Boonen                                                                       | Taaienberg, Etikhove                  | Thomas Huyghe | brons              | 2023               |            |
| Lucien Buysse                                                                    | Wontergem                             | | brons              | 2003               |            |
| Claude Criquielion                                                               | Col de Haussire, La Roche-en-Ardenne  | |                    |                    |            |
| Claude Criquielion                                                               | Muur van Hoei                         | |                    | 2015               |            |
| Odiel Defraeye                                                                   | Rumbeke                               | Ron Deblaere |                    | 2012               |            |
| Frans De Mulder                                                                  | Machelen                              | Alain De Mulder, Roger Raveel |                    | 2010               |            |
| Jef Demuysere                                                                    | Wervik                                | Willy Calis | brons              | 2007               |            |
| Germain Derycke                                                                  | Bellegem                              | Maurice Dierick | brons, cortenstaal | 2008               |            |
| Maurice De Waele                                                                 | Lovendegem                            | | brons, steen       | 2004               |            |
| Lomme Driessens                                                                  | Boortmeerbeek                         | Josyane Vanhoutte |                    | 2005               |            |
| Emiel Faingnaert                                                                 | Lierde                                | Paul De Bruyne |                    | 2007               |            |
| Noël Foré                                                                        | Eeklo                                 | Leo De Buysere | polyester, inox    | 2003               |            |
| Henri Garnier                                                                    | Falmagne                              | Frédéric Favero | arduin, brons      | 2004               |            |
| Omer Huyse                                                                       | Luingne                               | Osvaldo Parise | brons              | 2014               |            |
| Sean Kelly                                                                       | Vielsalm                              | | lokale natuursteen | 2010               |            |
| Marcel Kerff                                                                     | Moelingen                             | |                    | ?, 1946, 2019      |            |
| Freddy Maertens                                                                  | Lombardsijde                          | Josyane Vanhoutte |                    | 2004               |            |
| Eddy Merckx                                                                      | Stockeu, Stavelot                     | Yves Marian | steen en brons     | 1993               |            |
| Eddy Merckx                                                                      | Kiezegem                              | Luc De Blick |                    | 2015               |            |
| Eddy Merckx                                                                      | Wolvertem                             | Paul Gregoir |                    | 2015               |            |
| Eddy Merckx                                                                      | Sint-Pieters-Woluwe                   | Strook (tekenaar), Eric Mercenier (ijzersmeedwerk)                                                                                  |                    | 2019               |            |
| Jean-Pierre Monseré                                                              | Roeselare                             | Ron Deblaere | brons              | 2021               |            |
| Jean-Pierre Monseré                                                              | Lille                                 | |                    | 1972               |            |
| Jef Planckaert                                                                   | Otegem                                | Carlos Caluwier | brons              | 2009               |            |
| Stan Ockers                                                                      | Côte des Forges                       | |                    | 1957               |            |
| Briek Schotte                                                                    | Kanegem                               | Jef Claerhout | brons              | 1996               |            |
| Rik Van Looy                                                                     | Lakenhal, Herentals                   | Philip Aguirre y Otegui | kunststof, brons   | 2017, 2023         |            |
| Rik Van Looy                                                                     | Sint-Lambertuskerk, Grobbendonk       | Willy Smolders |                    | 2021               |            |
| Herman Vanspringel                                                               | Gemeentehuis, Grobbendonk             | Willy Smolders |                    | 2022               |            |
| Rik Van Steenbergen                                                              | Arendonk                              | Beeldhouwster Anne-Marie Volders, sokkel naar ontwerp van leerlingen van De Gemeentelijke Academie voor Schone Kunsten van Arendonk | brons              | 2004               |            |
| Monument voor Karel van Wijnendaele en alle winnaars van de Ronde van Vlaanderen | Ronde van Vlaanderenstraat, Kwaremont | |                    | 4 april 1964, 2016 |            |
| WK 1963 & 1988                                                                   | Ronse                                 | Jos Peeters | muurschildering    | ?                  |            |

## Nederland
| Wielrenner | Locatie                                  | Maker                  | Materiaal           | Geplaatst  | Afbeelding       |
| --- | ---------------------------------------- | ---------------------- | ------------------- | ---------- | ---------------- |
| Mathieu Cordang | Swalmen                                  |                        |                     | 2018       |                  |
| Mathieu Cordang | Herungerberg, Venlo                      |                        |                     | 2023       |                  |
| Wout Poels | Café De Zwart, Kerkstraat, Blitterswijck | Anne Baeyen            |                     | 2013       |                  |
| Joop Zoetemelk | Rijpwetering                             | Tom Waakop Reijers     | brons               | 1986, 2005 |                  |
| Jan Janssen | Nootdorp                                 | Wil van der Laan       | brons               | 2020       |                  |
| Jan Janssen & Joop Zoetemelk | Thomas à Kempisweg, Utrecht              | Daniël Roozendaal      | muurschildering     | 2015       | gesloopt in 2025 |
| Jan, Piet en Fons van Katwijk | Deken Schmerlingstraat, Oploo            |                        | staal               | 2016       |                  |
| Sjefke Janssen, Jan Nolten, René Lotz, Arie den Hartog, Jan Tummers, broers John en Wim Schepers, broers Henk, Leo en Harrie Steevens                                               | Maasberg, Elsloo                         | José Fijnaut           | staal               | 2019       |                  |
| Leontien van Moorsel | Boekel                                   | Paul Roijmans          | brons               | 2004       |                  |
| Marianne Vos | school Babyloniënbroek                   |                        |                     | 2009       | (gouden fiets)   |
| Marianne Vos | kanjerroute Meeuwen (Altena)             | Richard van der Koppel | glas                | 2013       | (glazen hoofd)   |
| Marianne Vos | rotonde Broek-Meeuwen                    | Pim Wever              | staal               | 2016       | (stalen diadeem) |
| Jaap Eden | Begraafplaats Kleverlaan, Haarlem        | August Falise          |                     | 1925       |                  |
| Marcel Kint (1938), Briek Schotte (1948), Jan Raas (1979), Petra de Bruin (1979), Oscar Camenzind (1998), Leontien van Moorsel (1998), Philippe Gilbert (2012), Marianne Vos (2012) | Hill of Fame Cauberg, Valkenburg         |                        | staal               | 2012       |                  |
| Briek Schotte, Jan Raas, Oscar Camenzind, Jan van Hout | kuurpark Cauberg, Valkenburg             |                        |                     |            |                  |
| Jan Janssen, Joop Zoetemelk, Leo van Vliet, Adrie van der Poel, Johan Museeuw, Sven Nys, Philippe Gilbert, Peter Sagan, Marianne Vos, Anna van der Breggen, Annemiek van Vleuten    | straten vakantiepark Cauberg, Valkenburg |                        |                     |            |                  |
| wereldkampioenen | Gemeentegrot, Cauberg, Valkenburg        |                        | houtskool op mergel |            |                  |

## Frankrijk
| Wielrenner                       | Locatie                                     | Maker               | Materiaal | Geplaatst | Afbeelding |
| -------------------------------- | ------------------------------------------- | ------------------- | --------- | --------- | ---------- |
| alle winnaars van Parijs-Roubaix | Avenue Alfred Motte, Roubaix                |                     |           |           |            |
| Parijs-Roubaix                   | Vélodrome André Pétrieux, Roubaix           |                     |           |           |            |
| Jean Stablinski                  | Bos van Wallers-Arenberg                    |                     |           | 2008      |            |
| Jean Stablinski                  | kasseienstrook Troisvilles-Inchy            |                     | bakstenen |           |            |
| François Faber                   | Mont-Saint-Éloi                             |                     |           | 2015      |            |
| Fabio Casartelli                 | Col de Portet-d'Aspet                       |                     |           |           |            |
| Octave Lapize                    | Le Géant du Tourmalet                       | Jean-Bernard Métais | ijzer     | 1995      |            |
| Eugène Christophe                | Col du Tourmalet                            |                     |           | 2013      |            |
| Eugène Christophe                | Sainte-Marie-de-Campan                      |                     | brons     | 2014      |            |
| Fausto Coppi & Louison Bobet     | Col d'Izoard                                |                     |           |           |            |
| Henri Bertrand                   | Col de Saint-Bonnet, Montmelas-Saint-Sorlin |                     |           |           |            |
| Henri Desgrange                  | Col du Galibier                             |                     |           |           |            |
| Jean Robic                       | Bonsecours                                  |                     |           | 2000      |            |
| Paul de Vivie alias Vélocio      | Pernes-les-Fontaines                        |                     |           |           |            |
| Paul de Vivie alias Vélocio      | Col de la République                        |                     |           |           |            |
| Tom Simpson                      | Mont Ventoux                                |                     |           |           |            |
| Tom Simpson                      | Bédoin                                      |                     |           |           |            |

## Italië
| Wielrenner                                | Locatie                                | Maker                                            | Materiaal | Geplaatst | Afbeelding |
| ----------------------------------------- | -------------------------------------- | ------------------------------------------------ | --------- | --------- | ---------- |
| Fausto Coppi                              | Agliana                                |                                                  |           | 1994      |            |
| Fausto Coppi                              | Pordoipas, Canazei                     |                                                  |           |           |            |
| Fausto Coppi                              | Stelviopas                             |                                                  |           |           |            |
| Fausto Coppi                              | Agerola/Furore                         |                                                  |           |           |            |
| Fausto Coppi                              | Colle della Maddalena                  |                                                  |           |           |            |
| Fausto & Serse Coppi                      | Castellania Coppi                      |                                                  |           |           |            |
| Fausto Coppi & Luigi Ghiglione            | Passo della Bocchetta                  |                                                  |           |           |            |
| Gino Bartali                              | Piazza Gino Bartali, Gavinana, Firenze | Silvano Porcinai                                 |           | 2022      |            |
| Marco Pantani                             | Mortirolopas                           | Michele Biz, Alessandro Broggio, Alberto Pasqual |           | 2006      |            |
| Marco Pantani                             | Cesenatico                             | Emanuela Pierantozzi                             |           | 2005      |            |
| Marco Pantani                             | Aulla                                  |                                                  |           | 2004      |            |
| Charly Gaul                               | Monte Bondone                          |                                                  |           |           |            |
| Gino Bartali, Fausto Coppi, Alfredo Binda | Madonna del Ghisallo                   |                                                  |           |           |            |
| wielrenners in algemeen                   | wielermuseum Madonna del Ghisallo      |                                                  |           |           |            |

## Elders
| Wielrenner                                                               | Locatie                            | Land                | Maker                  | Materiaal | Geplaatst | Afbeelding                      |
| ------------------------------------------------------------------------ | ---------------------------------- | ------------------- | ---------------------- | --------- | --------- | ------------------------------- |
| Federico Bahamontes                                                      | C. Real del Arrabal, Toledo        | Spanje              | Javier Molina Gil      |           | 2018      |                                 |
| Valentin Uriona                                                          | Ugarte, Muxika                     | Spanje              |                        |           |           |                                 |
| Elsy Jacobs, François Faber, Nicolas Frantz, Charly Gaul                 | stadspark Luxemburg                | Luxemburg           | Yvette Gastauer-Claire |           |           |                                 |
| Charly Gaul                                                              | fietsroute PC11 Charly Gaul        | Luxemburg           |                        |           |           |                                 |
| alle overleden wielrenners                                               | Sportzentrum Schöneberg, Berlijn   | Duitsland           |                        |           |           |                                 |
| Tom Simpson                                                              | sportvelden Scrooby Road, Harworth | Verenigd Koninkrijk |                        |           | 1996      |                                 |
| Tom Simpson                                                              | Hazelwell Centre, Haswell          | Verenigd Koninkrijk |                        |           | 2017      | locatie voor plaatsing monument |
| gouden postbussen voor alle Britse olympische kampioenen van Londen 2012 | diverse locaties                   | Verenigd Koninkrijk | Royal Mail             |           | 2012      |                                 |
| Seamus Elliott                                                           | Military Road nabij Rathdrum       | Ierland             |                        |           |           |                                 |
| Ivan Sarić                                                               | Cara Dušana, Subotica              | Servië              | Oto Logo               | brons     | 1985      |                                 |
| Broers Erik, Gösta, Sture en Tomas Pettersson                            | Marktplein, Vårgårda               | Zweden              | Bosse Anås             |           |           |                                 |